# Loja (Hiiumaa)
Koordinaten: 58° 56′ N, 22° 50′ O
Loja ist ein Dorf (estnisch küla) in der Landgemeinde Hiiumaa (bis 2017: Landgemeinde Pühalepa). Es liegt auf der zweitgrößten estnischen Insel Hiiumaa (deutsch Dagö).

## Beschreibung und Geschichte
Loja hat 5 Einwohner (Stand 31. Dezember 2011). Der Ort liegt neun Kilometer südöstlich der Inselhauptstadt Kärdla.
Loja war ursprünglich ein Beigut zum Rittergut von Suuremoisa (Großenhof). Das Hofland ist 1798 im Atlas des deutschbaltischen Kartographen Ludwig August Mellin unter dem Namen Metsaloja („Wald-Loja“) verzeichnet.